# Amora
Amora is een stad en freguesia in de Portugese gemeente Seixal. Amora telt 50.991 inwoners (1999).

## Geboren
- João Teixeira (6 februari 1994), voetballer